# Alcides orontes
Alcides orontes is een vlinder uit de familie van de uraniavlinders (Uraniidae). De wetenschappelijke naam werd gepubliceerd in 1763 door Carl Linnaeus.